# Stazione di Brindisi Marittima
La stazione di Brindisi Marittima era una stazione ferroviaria di Brindisi, situata all'interno del porto. Posizionata nel pieno centro della città, rappresentava, fino alla sua chiusura, avvenuta nel 2006 insieme alla linea (tra le ultime con regime di blocco telefonico), il capolinea della breve linea ferroviaria diretta alla stazione di Brindisi. La stazione è divenuta sede dell'Autorità Portuale.

## Strutture ed impianti
Era composta da tre binari elettrificati e un fabbricato viaggiatori.